# Genius van Amsterdam
Genius van Amsterdam is een artistiek kunstwerk op de grens van Amsterdam-Zuid en Amsterdam-Oost.
Wanneer de bouw van de Berlagebrug over de Amstel onder aanvoering van Hendrik Petrus Berlage (esthetiek) en Wichert Arend de Graaf (techniek) in 1927 definitief wordt aangekondigd, valt ook al de naam Hildo Krop. De combinatie Berlage-Krop werd in die bouw trouwens al eerder gemaakt. Krop had in voorjaar 1926 een medaille gemaakt ter ere van een zeventigjarige Berlage; het voorwoord daarbij was van collega-architect Jan Wils.  Krop is dan voornamelijk bekend van beeldhouwwerken voor de bruggen van Piet Kramer, maar werd dus ook hier ingeschakeld. De Telegraaf meldde dat hij zorgde voor een groot beeld te bevestigen op de toren met brugwachtershuisje. Overigens was men toen van mening dat de brug niet binnen een jaar gebouwd kon worden. Afgebeeld zou worden de Genius van Amsterdam (beschermengel).
Dat later opleveren van de brug was zeker het geval, pas in 1929 konden de werkzaamheden beginnen; in 1931 schatte men de oplevering in voorjaar/zomer 1932. Wel was toen al een betere omschrijving van het beeld voorhanden. De Graaf had plaats gemaakt voor Cornelis Biemond. Het beeld zou vijf meter hoog worden en gefabriceerd worden door de Porceleyne Fles. In 1932 was de wereld weer een stukje verder. Het keramieken beeld zou vier meter hoog worden en een afbeelding bevatten van Amsterdam, en een vrouwenfiguur die richting stad kijkt. In het beeld zijn een keizerskroon en een stralende zon verwerkt.  Rond april 1932 werden de schuttingen en steigers langzaam verwijderd, zodat de brug stukje bij beetje zichtbaarder werd. De steiger bij de toren bleef langer staan. Op 7 april 1932 spreekt men van “men gaat binnenkort de versiering aanbrengen”.  De gegeven omschrijvingen bleken niet compleet. In werkelijkheid werd het beeld met de stedenmaagd aan de onderzijde nog uitgebreid met de drie Andreaskruizen uit het Wapen van Amsterdam. Deze worden omringd door trossen welke de Amsterdamse grachten weergeven, aldus het "Kenniscentrum Hildo Krop". "Buitenbeeld in beeld" omschreef de trossen als een kijkje op een Hollandse tuin. Daaronder zijn nog twee slangen zichtbaar.
"Buitenkunst Amsterdam" omschreef het als Genius is de beschermgeest van de stad die uit de Amstel oprijst. De brug werd op 28 mei 1932 geopend.
In 1999 kwam bij een veiling een studieobject ter tafel; het bevatte het hoofd en opgeheven hand van Genius.
Het beeld is voor de verkeersdeelnemer niet te zien; ze is geplaatst aan de waterkant van de toren. Ook vanaf het water is ze moeilijk zichtbaar, want de toren torent behoorlijk boven het water uit. Het beeld was echter duidelijk te zien tijdens de werkzaamheden die in 2023 verricht werden aan de brug. Tijdens een renovatie werd aan die kant van de toren een noodbrug geplaatst waardoor het beeld, voor zover er aandacht voor was, “normaal” zichtbaar was.